# Rümligen
Rümligen foi uma comuna da Suíça, no Cantão Berna, com cerca de 453 habitantes. Estendia-se por uma área de 4,7 km², de densidade populacional de 96 hab/km². Confinava com as seguintes comunas: Gelterfingen, Kaufdorf, Kirchenthurnen, Riggisberg, Rüeggisberg.
A língua oficial nesta comuna era o Alemão.

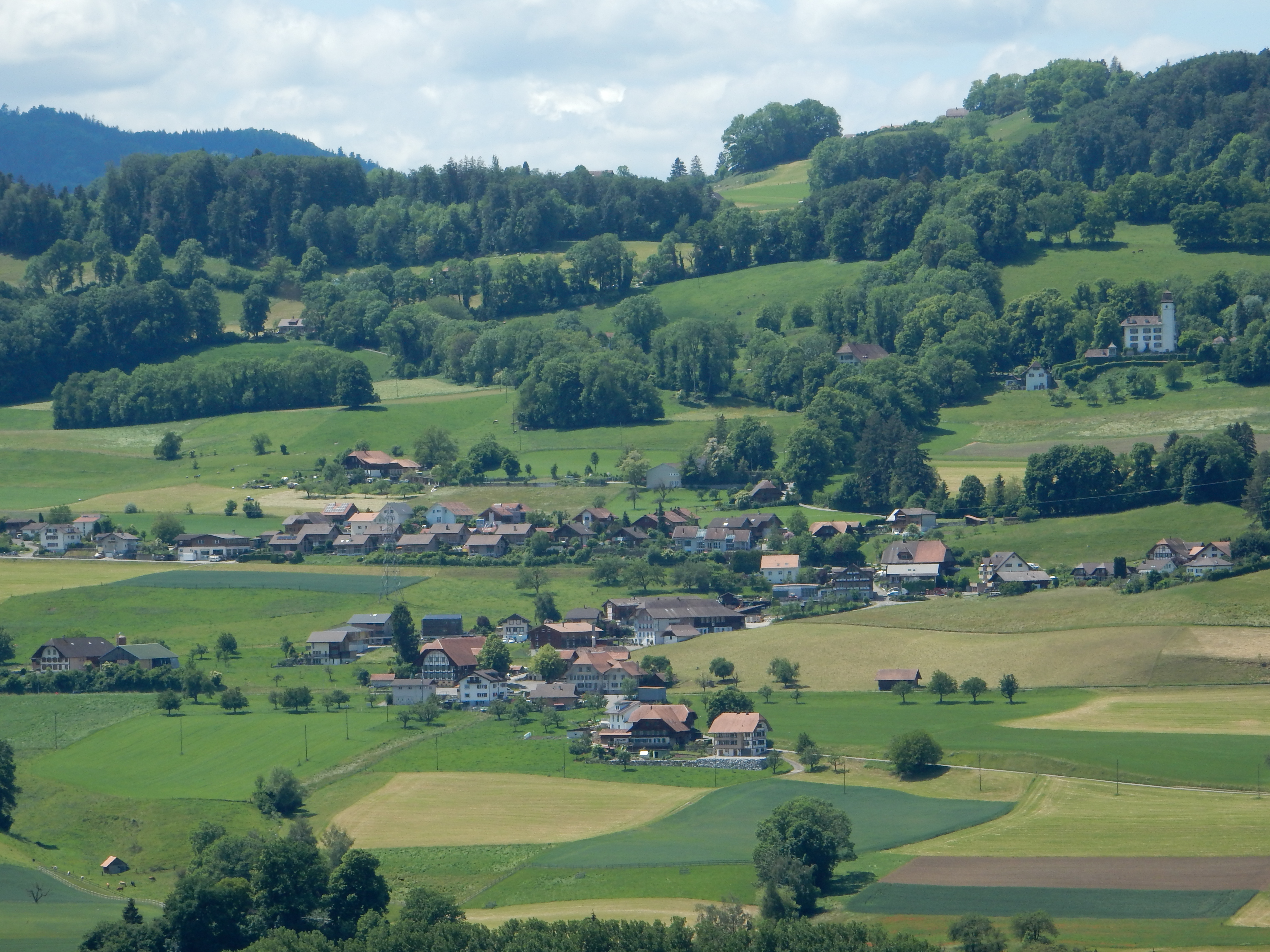
Rümligen

## História
Em 1 de janeiro de 2021, passou a formar parte da comuna de Riggisberg.